# Frederick Bakewell
Frederick Collier Bakewell (29 de setembre de 1800 – 26 de setembre de 1869) va ser un físic anglès que va millorar el concepte de màquina duplicadora o facsímil que havia estat introduït per Alexander Bain l'any 1842 i va fer una demostració d'una versió de laboratori de la màquina a la World's Fair de Londres del 1951.

## Biografia
Va néixer a Wakefield, West Yorkshire, eventualment es va mudar a Hampstead, Middlesex, on va viure fins al dia de la seva mort. Bakewell estava casat amb Henrietta Darbyshire, amb la qual va tenir dos fills, Robert i Armitage.

## Telègraf d'imatge
El “telègraf d'imatge “ de Bakewell tenia moltes de les característiques de les màquines facsímils modernes i va reemplaçar el pèndol del sistema de Bain amb rotació de cilindres sincronitzats.

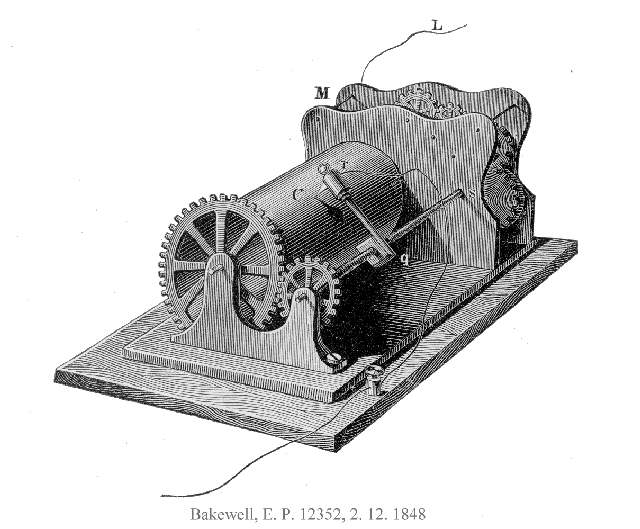
Maquina millonada de Bakewell 1848

Aquest sistema implicava escriure o dibuixar en una làmina de metall amb una tinta aïllant especial; la làmina llavors embolicava el cilindre, el qual anava girant a poc a poc portant pel mecanisme d'un rellotge. Una agulla de metall, impulsada per una rosca de cargol viatjava a través de la superfície del cilindre mentre aquest girava, dibuixant un camí a través de la làmina. Cada cop que l'agulla travessava la tinta aïllant, el corrent que anava de la làmina a l'agulla era interrompuda.
El principal problema amb la màquina de Bakewell era com mantenir els dos cilindres sincronitzats i assegurar-se que transmetien i rebien el començament de l'agulla al mateix punt del cilindre al mateix temps. A pesar d'aquests problemes, la màquina de Bakewell va ser capaç de transmetre escriptura a mà i dibuixos lineals simples a través de cables de telègraf. No obstant, el sistema mai va arribar a ser comercial. Més tard, al 1861, el sistema va ser millorat per l'italià Giovanni Caselli, el qual va ser capaç de utilitzar-lo per enviar missatges en escriptura manual al igual que fotografies en el seu pantelègraf. Va introduir el primer servei de telefax comercial entre París i Lió 11 anys abans de l'invent del telèfon.

## Altres treballs
A més del seu treball en la transmissió facsímil, va adquirir les patents de moltes altres innovacions. Bakewell també va escriure texts sobre física i fenòmens naturals.

## Llibres
- Philosophical conversations - 1833

- Electric science; its history, phenomena, and applications - 1853